# فيكرز فيكتوريا
فيكرز فيكتوريا  (بالإنجليزية: Vickers Victoria)‏ هي طائرة شحن أنتجت في المملكة المتحدة. كانت تستخدم بشكل أساسي من قبل سلاح الجو الملكي. كان أول طيران لها في 22 أغسطس 1922. انتهت خدمتها في 1935. صنع منها 97 طائرة.